# Ereguayquín
Ereguayquín é um município de El Salvador, localizado no departamento de Usulután. Segundo censo de 2017, tinha 6 288.